# Ilattia bavia
Ilattia bavia är en fjärilsart som beskrevs av Felder 1874. Ilattia bavia ingår i släktet Ilattia och familjen nattflyn. Inga underarter finns listade i Catalogue of Life.